# Фраделуш (Віла-Нова-де-Фамілікан)
Фраделуш (порт. Fradelos; МФА: [fɾɐ.ˈde.ɫuʃ]) — парафія в Португалії, у муніципалітеті Віла-Нова-де-Фамалікан. Розташована в північно-західній частині країни, на теренах історичної португальської провінції Дору-Міню. Входить до складу округу Брага. За адміністративним поділом, чинним до 1976 року, терени парафії були складовою провінції Міню. Належить до Бразької архідіоцезії Католицької церкви. Патрон — Леокадія Толедська. Площа — 16,8034 км². Населення — 3914 ос. (2011). Слабо урбанізований регіон. Густота населення — 232,93 осіб/км²
. Код — 031215.

## Населення
| Кількість мешканців | Кількість мешканців | Кількість мешканців | Кількість мешканців | Кількість мешканців | Кількість мешканців | Кількість мешканців | Кількість мешканців | Кількість мешканців | Кількість мешканців | Кількість мешканців | Кількість мешканців | Кількість мешканців | Кількість мешканців | Кількість мешканців |
| ------------------- | ------------------- | ------------------- | ------------------- | ------------------- | ------------------- | ------------------- | ------------------- | ------------------- | ------------------- | ------------------- | ------------------- | ------------------- | ------------------- | ------------------- |
| 1864                | 1878                | 1890                | 1900                | 1911                | 1920                | 1930                | 1940                | 1950                | 1960                | 1970                | 1981                | 1991                | 2001                | 2011                |
| 894                 | 1 118               | 1 087               | 1 092               | 1 240               | 1 291               | 1 530               | 1 764               | 1 892               | 1 987               | 2 517               | 2 819               | 3 012               | 3 337               | 3 914               |